# Egbert von Lindisfarne
Egbert von Lindisfarne (auch Ecgberht; † 821) war von 802 bis 821 Bischof von Lindisfarne.

## Leben
Er trat die Nachfolge von Higbald von Lindisfarne an, erhielt seine Bischofsweihe am 11. Juni 802, und leitete das Bistum bis zu seinem Tod im Jahr 821. Ihm ist das lateinischsprachige Gedicht Carmen de abbatibus gewidmet, das zu seinen Lebzeiten von seinem Mitbruder Æthelwulf verfasst wurde und heute u. a. im Britischen Museum aufbewahrt wird.